# 畑井貴晶
畑井 貴晶（はたい たかあき、1964年（昭和39年） - ）は、日本の料理愛好家、フードクリエイター、マーケティングコンサルタント、俳人。

## 人物
料理愛好家、フードクリエイター、ダッチオーブンマイスター、マーケティングコンサルタント、俳人。
20世紀までは塾講師などのフリーター、映画人時代（シナリオコンクール入賞、劇場用映画プロデュース、映画批評サイト開設）が15年、21世紀から2016年まで15年をマーケティング人として過ごし、2017年から飲食業界に転身。
趣味は俳句、声楽、カヌー、議論。

## 好きな言葉
やってからかんがえろ。～親友Kの言葉～
深海に生きる魚族のように、自らが燃えなければ何処にも光はない。～明石海人～
種を蒔きつづけよ。なぜならあなたはどれが育つかわからないからだ。
しかし実際にはすべて育つだろう。～アインシュタイン～
youがcanとおもうならdoしちゃいなよ！～ジャニー喜多川～

## 来歴

### 東宝新人シナリオコンクール佳作入選
1991年、劇場用映画脚本『大盛家のはなれでは・・・』が東宝新人シナリオコンクールに佳作入選した。
当時、映す不動産屋と呼ばれていた東宝が、新人くらい発掘しますよと始めたコンクール
（巨人軍投手桑田真澄は「投げる不動産屋」と呼ばれていた）。
賞金は破格の1,000万円で、応募数も破格の2,000もあったが、応募時はバブル前、発表時はバブル後とあって、7つの入選作は一つも映画化されなかった。
このコンクールは1度限りで継続していない。

### 1000人のチェロコンサート 統括プロデューサー
1998年、阪神淡路大震災の復興を願って開催された、1000人ものチェリストが一同に集まって、アンサンブルを奏でるビッグバンド系イベント「1000人のチェロコンサート」の企画者の一人。
畑井が参画するのは第2回、第4回〜
第2回（2001年）神戸、第4回（2010年）広島、第5回（2015年）仙台と続いており、仙台でのコンサートは資金のリスクを取る立場の製作統括を務めた。
畑井本人はチェロは弾かず、アマチュアの声楽家である。

### レストランプロデュース
2010年 白金blanc noirをオープン
2013年 みなとみらいAudi Cafe by blanc noirをオープン（現在は別会社が運営している）
2017年 炭火焼肉有田牛（元料理長）
2017年4月 アロハストリート（茅ヶ崎駅ビル店）にハワイアンサンドイッチレシピを提供予定

### 著書『大人のマーケティング』
Facebookに連載していたマーケティングに関する本質的でちょっとシニカルの入ったコラム集。 （畑井自身は「小賢しいこと書いてます」と自嘲するが、帯にロングセラー『知性の限界』などの高橋昌一郎教授がコメントを寄せているように、発想の宝庫と言えるだろう）
＞『大人のマーケティング』詳細

### ダッチオーブンマイスター
ダッチオーブンマイスターとして活動している。
日テレ news every. 気になる！『手軽に楽しむ！駅前BBQ』

## 思想
Facebookを読む限り、リベラル（人はみなちがう）かつモダン（人は生きていくうちに変わる）、多様を好み、変化を愛する。
自らをサヨクと名乗ることも多いが、競争の奨励、管理組織は小さいほうがいい、といった考え方は左翼からは遠い。
自由競争における勝ちすぎ、負けすぎは制限すべき、累進税は8割9割でもいい、生涯年収に制限を設けることさえよしとする、といったスタンスはサヨク的であるが、たとえばベーシックインカムを導入したら、それを使い果たして重い病気になって、だれも治療費を貸してくれないなら、すなわちそれは死であるという自己責任性は必須と考えている。
人と人がわかり合えない最大の懸隔と障壁は、人が自らをとっさに、加害者（となりうる）｜被害者（となりうる）のどちらで自認するかの一線にある、としている。この二者は、何をどう議論してもわかりあうことはないと。
畑井自身は前者以外に自分はありえないとしており、彼の思想の特異点はこの自意識にあると考えられる。

## 主な著書

### 『大人のマーケティング』(2013年、近代映画社）
マーケティングを「彼我のちがいについての素敵な説明／物語」のことであると定義し、そもそもビジネスは、競合相手と客を奪いあったり成績を競いあったりするものではなく、自分たちの思想や理想を商品やサービスとしてプロダクトし、それをよいとおもって買ってくれる人々との間に「閉じた」納得や感動を期待するものだ、と置いている。
「みんな棲み分けうる」は畑井の思想の根幹であり、ビジネス、経営、マーケティングにおいても、たまたま似たようなことをかんがえている企業とは争うことにはなるが、それは互いが巨大化して一騎打ちになっているような稀な状態であるか、あるいはプレイヤーが多く過当競争に入っている業界であることを示すにすぎないとしている。
「すべての人間は異なる。Facebookのタイムラインのように、全員ちがうパラレルワールドを生きている、といってもなんら過言ではない。同様に、すべての企業、製品はそれぞれ異なるものである。異なるからそのビジネスは存在しうるのである。」これが本書を貫く背骨であり、「マーケティングのセンスというのは、ちがう存在を見つけたときに『お、こいつ、なんかちがうぞ。儲かるかもしれん』ととっさに悟ることである。」とも言っている。
全体を読み渡すと、広告分野ではIT技術よりレジェンド系クリエイティブの肩を持っており、基本的にマーケティングは意図的に成功させることはできないと書いてあるようにも思える、言ってみればある種の遺書のような書である。
Facebookでの連載を元にしており、友人たちのコメントなども多数記述される編集形式をとっているので、読みにくいところがあるが、闊達な議論や鋭いコメントなどを読むと、SNSらしい臨場感がある。
このような編集本はあまり見かけないので、内容はともかく、この単行本自体のあり方は、「彼我とのちがい」になっているとも言える。

## メディア出演
日テレ news every. 気になる！『手軽に楽しむ！駅前BBQ』